# Arnaud Kalimuendo
Arnaud Kalimuendo Muinga (Suresnes, 20 januari 2002) is een Frans voetballer die doorgaans als aanvaller speelt. Hij verruilde Paris Saint-Germain in augustus 2022 voor Stade Rennais.

## Clubcarrière
Kalimuendo speelde acht seizoenen in de jeugdopleiding van Paris Saint-Germain en tekende op 8 juli 2019 zijn eerste profcontract. Hij debuteerde op 10 september 2020 in de Ligue 1, tegen RC Lens. Hij mocht dat seizoen ook twee keer spelen in de Coupe de France, maar kwam verder niet in aanmerking voor speeltijd. Kalimuendo verlengde op 5 oktober 2020 zijn contract tot medio 2024 en werd meteen voor een jaar verhuurd aan RC Lens. Hiervoor speelde hij dat seizoen 28 wedstrijden in de Ligue 1, waarvan 15 vanaf de aftrap. De samenwerking beviel dusdanig goed dat Kalimuendo ook 2021/22 op huurbasis voor Lens speelde. Ditmaal stond hij bijna heel het seizoen in de basis en werd hij met 12 doelpunten in de Ligue 1 clubtopscorer.
Kalimuendo verliet Paris Saint-Germain in augustus 2022 definitief en tekende voor vijf jaar bij Stade Rennais. Dat betaalde 20 miljoen euro voor zijn diensten, exclusief bonussen. Kalimuendo groeide na een paar maanden ook bij Rennais uit tot basisspeler. Hij maakte in zijn eerste seizoen bij de club zeven doelpunten en zorgde daarnaast voor drie assists in de Ligue 1. Hij speelde daarnaast zijn eerste zes wedstrijden in Europees verband, in de Europa League. Zijn teamgenoten en hij verloren in de knock-outfase van Sjachtar Donetsk 

## Interlandcarrière
Kalimuendo maakte deel uit van verschillende Franse nationale jeugdselecties vanaf Frankrijk –16. Hij werd met Frankrijk –17 derde op het WK –17 van 2019. Hierop scoorde hij vijf keer in zes wedstrijden. Kalimuendo maakte deel uit van Frankrijk –21 op zowel het EK –21 van 2021 als het EK –21 van 2023. Hij kwam tijdens het eerste toernooi niet in actie vanwege een knieblessure, maar deed op het laatstgenoemde mee in alle wedstrijden.

## Erelijst
| Trophée des Champions | 1x | 2022 |